# 예스타 베리크비스트
스벤 예스타 베리크비스트(스웨덴어: Sven Gösta Bergkvist, 1920년 3월 29일 ~ 2015년 10월 5일)는 1948년 런던 올림픽 1500m 종목에서 36명의 경쟁자들 중에 5위를 한 스웨덴의 육상 선수이다.
소그뮈라에서 태어난 그는 1947년과 1948년 국내 크로스컨트리 챔피언이었다.